# Diego Vitrioli

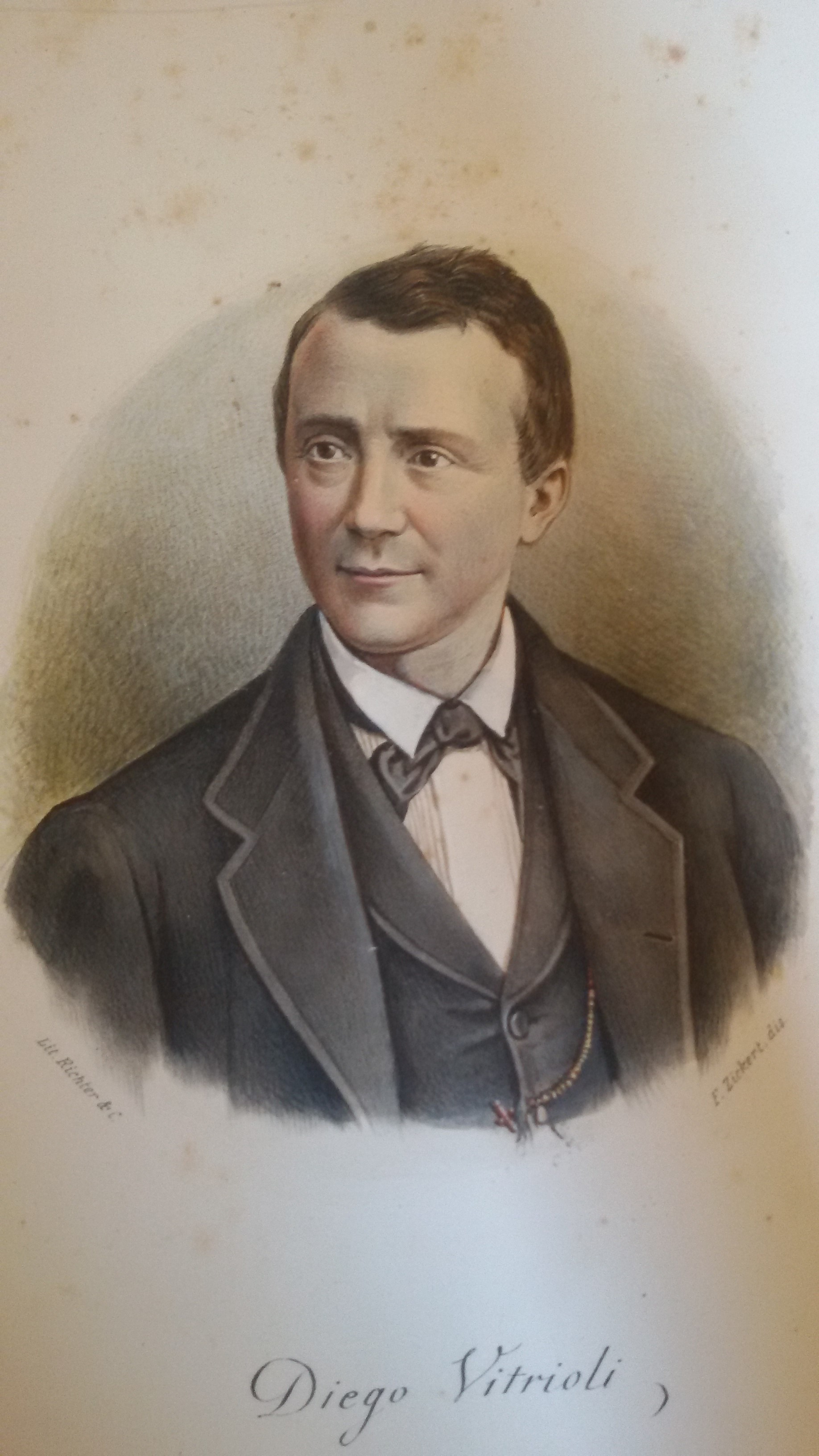
Pentekening van Diego Vitrioli.

Diego Vitrioli, in het Latijn Didacus Vitriolius (Reggio Calabria, 20 mei 1819 - aldaar, 20 mei 1898) was een Italiaans dichter en latinist.

## Jeugd
Diego Vitrioli werd geboren in Reggio Calabria en studeerde aan het plaatselijke Real Collegio. Van leermeesters zoals Antonino Rognetta en Gaetano Paturzo leerde hij de kunst van de humor en de gevatheid. Net als zijn landgenoot Giovanni Pascoli onderscheidde hij zich door zijn humanistische houding, en net als Pascoli liet hij zich al vroeg opmerken in literaire wedstrijden.
Op 25-jarige leeftijd verkreeg hij internationale bekendheid met zijn gedicht Xiphias, waarin hij de zwaardvisvisserij in de Straat van Messina tussen Scylla en Charybdis beschreef en waarmee hij het Certamen poeticum Hoeufftianum won. Vitrioli legde met zijn dichtkunst de grondslagen voor wat bekend zou worden als de neohumanistische stroming in de Latijnse literatuur.

## Leraar en bibliothecaris
Vitrioli begon zijn carrière als leraar Latijn en Oudgrieks aan het Real collegio waar hij zelf school gelopen had. Later werd hij directeur van de Civica Biblioteca (vandaag Biblioteca Pietro de Nava) in Reggio Calabria, wat hem toeliet zich verder op de literatuurstudie toe te leggen.
In 1855 trouwde hij met een edeldame, een huwelijk dat weinig gelukkig zou worden, en na twee jaar kreeg hij een zoon, Tommaso. De geboorte veranderde echter niets aan de moeilijke verhouding tussen de echtelieden; toen hun zoontje op zevenjarige leeftijd overleed, viel het echtpaar uit elkaar. Desondanks bleef Vitrioli het eerste exemplaar van al zijn publicaties naar zijn echtgenote sturen.

## Latere jaren
In 1860, nadat de troepen van Garibaldi Reggio Calabria ingenomen hadden, verloor Vitrioli zijn aanstelling als bibliothecaris. Hij werd immers als "illiberaal" beschouwd in een tijd waarin het onverzoenbaar was tegelijk katholiek en patriottisch te zijn. Bijgevolg trok hij zich thuis terug om verder te schrijven.
In deze jaren stelde hij zich welwillend op ten aanzien van paus Pius IX en stond hij in contact met Leo XIII, die hem il principe dei letterati (‘de prins van de geletterden’) noemde en hem een leerstoel in het Vaticaan aanbood. Beide schrijvers – ook Leo XIII schreef Latijnse gedichten – bewonderden elkaar en onderhielden een regelmatige briefwisseling.
In mei 1896 werd op initiatief van kardinaal Gennaro Portanova, de aartsbisschop van Reggio, een somptueuze zwaardvis aangeboden aan paus Leo XIII met erbij een epigram uit de Vitrioli
Vitrioli was gastheer van vele beroemde auteurs, onder wie Elido Lombardi, Giuseppe Regaldi, Felice Bisazza, De Spuches, Kerbacher en Theodor Mommsen. Zij vertellen hoe de poëet vaak in de ‘zaal van de Xiphias’ zijn gedicht over de visvangst voordroeg en hoe hij er de lof prees van het fresco van Giuseppe Crestadoro. Men zegt ook dat hij in de ‘zaal van Diana’ wegmijmerde bij de antieke mythologie en dat hij in de ‘zaal van de vuurtoren’ betoverd werd door de mysteriën van de Straat.
Aan het einde van zijn leven trok hij zich definitief terug in de eenzaamheid. Hij stierf in 1898 en wilde dat het volgende epigram onder zijn portret zou komen:

È patria mia la Brezza; mi allevò Calliope col miele delle Pieridi.
(De Zeebries is mijn vaderland; Kalliope bracht mij groot met de honing van de Piëriden.)

- Bibliothèque nationale de France: cb10381466m (data)
- International Standard Name Identifier: 0000 0000 6129 7849
- Library of Congress Control Number: no2008161697
- Nederlandse Thesaurus van Auteursnamen: 160808413
- Istituto Centrale per il Catalogo Unico: PALV015197
- Système universitaire de documentation: 180699512
- Virtual International Authority File: 73681121
- WorldCat: E39PBJjXgwTF7c63Y4HJrcTCQq